# بول تشادويك (مؤلف)
بول تشادويك (بالإنجليزية: Paul Chadwick)‏ (1902 - 1972)؛ روائي أمريكي.